# دوکسیلامین
دوکسیلامین یا داکسیلامین که با نام تجاری Unisom فروخته می‌شود، یک داروی آنتی هیستامین است که در درمان بی خوابی و آلرژی استفاده می‌شود. در ترکیب با پیریدوکسین (ویتامین B6)، برای درمان تهوع صبحگاهی در زنان باردار استفاده می‌شود. دوکسیلامین به شکل داروی بدون نسخه در دسترس است و در داروهای سرماخوردگی شبانه مانند NyQuil و همچنین در داروهای مسکن حاوی استامینوفن و کدئین برای کمک به خواب استفاده می‌شود. طریقه مصرف آن به شکل خوراکی است.
عوارض جانبی دوکسیلامین شامل سرگیجه، خواب آلودگی، گیجی، خشکی دهان و غیره است. دوکسیلامین یک آنتی‌هیستامین—به‌طور خاص یک آگونیست معکوس گیرنده هیستامین H1—و تا حدی یک آنتی‌کولینرژیک—به‌طور خاص یک آنتاگونیست گیرنده‌های استیل کولین موسکارینی M۱ تا M۵ است. این دارو یک آنتی هیستامین نسل اول است و از مغز عبور می‌کند؛ در نتیجه اثرات آرام بخش و خواب‌آور با واسطه اعصاب مرکزی ایجاد می‌کند.
دوکسیلامین اولین بار در سال ۱۹۴۸ یا ۱۹۴۹ معرفی شد. تعدادی از آنتی هیستامین‌های نسل اول، از جمله دوکسیلامین، پرمصرف‌ترین داروهای خواب در جهان هستند.

## شیمی
دوکسیلامین عضوی از گروه آنتی‌هیستامین‌های اتانول‌آمین است. سایر آنتی‌هیستامین‌های این گروه عبارتند از: برمودیفن‌هیدرامین، کاربینوکسامین، کلماستین، دیمن‌هیدرینات، دیفن‌هیدرامین، اورفنادرین و فنیل‌تولوکسامین.